# Křížem krážem
Křížem krážem je čtrnácté studiové album české hudební skupiny Spirituál kvintet, vydané v roce 2005.
Bylo to první album, na kterém účinkoval Jiří Holoubek, náhrada za Karla Zicha.

## Seznam skladeb
| Pořadí         | Název                | Délka |
| -------------- | -------------------- | ----- |
| 1.             | Babylónská věž       | 3:26  |
| 2.             | Stovky cest          | 3:20  |
| 3.             | Nezaprodám duši svou | 4:42  |
| 4.             | Slyš!                | 3:23  |
| 5.             | Kdo naplní nebe      | 3:43  |
| 6.             | Krumpáč              | 2:58  |
| 7.             | Durandarte           | 3:56  |
| 8.             | Bláznů svátek        | 2:55  |
| 9.             | Zloděj času          | 4:38  |
| 10.            | Ruku mi dej          | 3:57  |
| 11.            | Hříšnej svět         | 2:23  |
| 12.            | Ukolébavka           | 2:43  |
| 13.            | Dál už nic           | 1:07  |
| Celková délka: | Celková délka:       | 43:24 |